# محمد سند (لاعب كرة يد)
محمد سند (مواليد 16 يناير 1991) ،لاعب كرة يد مصري يلعب لصالح نادي نيم الفرنسي ويمثل منتخب مصر.
شارك مع منتخب مصر في أولمبياد 2016.

## روابط خارجية
- محمد سند على موقع الاتحاد الدولي لكرة اليد (الإنجليزية)
- محمد سند على موقع الاتحاد الأوروبي لكرة اليد (الإنجليزية)
- محمد سند على موقع الاتحاد الفرنسي لكرة اليد (الفرنسية)
- محمد سند على موقع اللجنة الأولمبية الدولية (الإنجليزية)
- محمد سند على موقع أوليمبيديا (الإنجليزية)